# مورچیسن (دهانه)
مورچیسن یک دهانه برخوردی در ماه‌ است.

## دهانه‌های اقماری
این دهانه ۱ دهانه اقماری دارد.
| Murchison | عرض جغرافیایی | طول جغرافیایی | قطر         |
| --------- | ------------- | ------------- | ----------- |
| T         | ۴.۴° N        | ۰.۱° E        | ۳.۰ کیلومتر |